# Метод еквівалентних матеріалів
Метод еквівалентних матеріалів (рос. метод эквивалентных материалов, англ. method of equivalent materials, нім. Methode f der äquivalenten Materiale) – метод моделювання процесу зрушення виробленої товщі порід в лабораторних умовах. Метод засновано на використанні в моделі штучних (еквівалентних) матеріалів, механічні характеристики яких у прийнятому геометричному масштабі моделювання задовольняють визначеним умовам змодельованих гірських порід. Завдяки М.е.м. можна змоделювати будь-яку реальну товщу і процес її спроектованої відробки. Одержані результати дають можливість досить надійно прогнозувати процес зрушення в натурі.